# Ilex orestes
Ilex orestes är en järneksväxtart som beskrevs av Ridley. Ilex orestes ingår i släktet järnekar, och familjen järneksväxter. Inga underarter finns listade i Catalogue of Life.